# Vuokko Rehn
Vuokko Kaarin Päivikki Rehn, född Valjakka 24 maj 1938 i S:t Michels landskommun, död 13 september 2011 i S:t Michel, var en finländsk politiker (centerpartist). Hon var mor till Olli Rehn och hörde till Centerns liberala falang. Hon var ledamot av Finlands riksdag 1995–1999 och stadsfullmäktigeledamot i S:t Michel 1993–2010. I kommunalpolitiken var hennes främsta insats perioden som ordförande för stadsfullmäktige.
Vuokko Rehn avlade kandidatexamen i humanistiska vetenskaper och arbetade först som lärare i engelska och svenska innan hon gick över till den privata sektorn, nämligen familjeföretaget Mikkelin Autotarvike, där hon arbetade vid maken Tauno Rehns sida. Familjen Rehn drev företaget som sålde bildelar fram till år 2006. Vuokko och Tauno Rehn fick två barn. Dottern Sirpa omkom år 1987 i en bilolycka.